# Harich, Shirak
Harich là một đô thị thuộc tỉnh Shirak, Armenia. Dân số ước tính năm 2011 là 1540 người.